# Francesco Nicola Bellosio
Francesco Nicola Bellosio (Cassine, 5 dicembre 1741 – Morsasco, 4 febbraio 1820) è stato un organaro italiano, attivo per lo più in Basso Piemonte e Liguria.
Costruttore di organi piemontese, stabilì la sua sede a Morsasco operando tra la seconda metà del Settecento e i primi dell'Ottocento nell'Alessandrino e lungo la Riviera Ligure.

## Opere
- 1766 Cassine (Alessandria), San Francesco (riparazioni).
- 1774 Novi Ligure (Alessandria), Padri Somaschi (progetto non realizzato).
- 1774 Cremolino (Alessandria), Parrocchia Madonna del Carmine (restauro).
- 1776 Sanda di Celle Ligure (Savona), Chiesa di San Giorgio (canne superstiti firmate e datate).
- 1778 Mioglia (Savona), Chiesa parrocchiale S. Andrea apostolo; modificato da Gerolamo Mordeglia nel 1910.
- 1778 Varazze, Oratorio di San Giuseppe e della Santissima Trinità (quasi totalità di canne Bellosio).
- 1779 Brezzo di Bedero (Varese), Parrocchiale; organo rifatto da Mentasti nel 1871 (presenza di canne firmate Bellosio 1779).
- 1786 Cassine (Alessandria), San Francesco (organo nuovo).
- 1787 Cassine (Alessandria), Parrocchia Santa Caterina (organo nuovo).
- 1804 Melazzo (Alessandria), Parrocchia San Bartolomeo
- 1813 Ricaldone (Alessandria), Parrocchia Santi Simone e Giuda (organo nuovo).
- 1813 Celle Ligure (Savona), Parrocchia S. Michele (progetto non realizzato).

### Discografia
- Musiche per l'organo Bellosio 1788 di Cassine, Paolo Cravanzola organo, s.l., Editrice Impressioni Grafiche (copyright Paolo Cravanzola), 2002 (allegato al n. 7 di «Iter-ricerche e immagini per un territorio»).